# Argenton-les-Vallées
Argenton-les-Vallées is een voormalige gemeente in het Franse departement Deux-Sèvres.

## Geschiedenis
De gemeente is ontstaan op 1 januari 2006 door de samenvoeging van de gemeenten Argenton-Château, Boësse en Sanzay en maakte deel uit van het arrondissement Bressuire in de toenmalige regio Poitou-Charentes. Hierop werd op 1 september 2006 de naam van het kanton Argenton-Château ook aangepast naar Argenton-les-Vallées. Argenton-les-Vallées bleef hiervan deel uitmaken tot het kanton op 22 maart werd opgeheven en de gemeente werd opgenomen in het aangrenzende kanton Mauléon. Op januari 2016 fuseerde de gemeente met Le Breuil-sous-Argenton, La Chapelle-Gaudin, La Coudre, Moutiers-sous-Argenton en Ulcot tot de commune nouvelle Argentonnay. Deze gemeente ging deel uitmaken van de op die dag gevormde regio Aquitaine-Limousin-Poitou-Charentes, die sinds 13 september Nouvelle-Aquitaine heet.

## Geografie
De oppervlakte van Argenton-les-Vallées bedroeg 29,06 km², de bevolkingsdichtheid was 55 inwoners per km².

## Demografie
Onderstaande figuur toont het verloop van het inwonertal.
Argenton-les-Vallées · Le Breuil-sous-Argenton · La Chapelle-Gaudin · La Coudre · Moutiers-sous-Argenton · Ulcot